# Silvia Gemignani
Silvia Gemignani (Pietrasanta, 2 settembre 1972) è una triatleta italiana.

## Carriera
Gareggia al suo primo triathlon alle Olimpiadi estive del 2000 a Sydney dove raggiunge il ventesimo posto con un tempo totale di 2h05'21". Alle Giochi olimpici di Atene 2004, Gemignani ottiene un tempo di 2h08'56" che le è valso il ventunesimo posto. Insieme a Beatrice Lanza e Nadia Cortassa, vince la medaglia di bronzo al Campionato del mondo di triathlon a staffetta del 2003 svolti a Tiszaújváros in Ungheria. Tre anni dopo, nel 2006, vince di nuovo il bronzo, questa volta a Tarzo, in provincia di Treviso, per la Coppa europea di triathlon.

## Titoli
- 3º posto ai Campionati del mondo di triathlon a staffetta (Élite) - 2003
- 3º posto alla Coppa europea di triathlon (Élite) - 2006[1]

## Palmarès
| Campionati mondiali di triathlon | Campionati mondiali di triathlon | Campionati mondiali di triathlon | Campionati mondiali di triathlon |
| Anno                             | Luogo                            | Medaglia                         | Prova                            |
| -------------------------------- | -------------------------------- | -------------------------------- | -------------------------------- |
| 2003                             | Tiszaújváros (Ungheria Ungheria) | 03                               | Staffetta                        |